# Из жизни отдыхающих
«Из жи́зни отдыха́ющих» — советский художественный фильм 1980 года.

## Сюжет
Дождливой осенью в одном из крымских домов отдыха на фоне бесконечных разговоров о здоровье и жизни «за границей», обязательного курортного романа — зарождается любовь двух одиноких и замкнутых людей, почти смирившихся со своим одиночеством.

## В ролях
- Регимантас Адомайтис — Алексей Сергеевич Павлищев (озвучивание — Николай Губенко)
- Жанна Болотова — Надежда Андреевна
- Георгий Бурков — Аркадий Павлович, «дипломат»-повар
- Ролан Быков — Виктор Леонидович Лисюткин, массовик-затейник
- Анатолий Солоницын — Толик Чикин
- Лидия Федосеева — Оксана
- Мария Виноградова — Марго (Маргарита Серафимовна)
- Виктор Филиппов — тракторист-передовик
- Тамара Якобсон — Ольга Николаевна
- Резо Эсадзе — фотограф
- Михаил Херхеулидзе — шашлычник

## Съёмочная группа
- Сценарий и постановка: Николай Губенко
- Оператор-постановщик: Александр Княжинский
- Художник-постановщик: Александр Толкачёв
- Композитор: Исаак Шварц